# Cantonul Wingles
Cantonul Wingles este un canton din arondismentul Lens, departamentul Pas-de-Calais, regiunea Nord-Pas-de-Calais, Franța.

## Comune
| Comune          | Populație (1999) | Cod poștal | Cod INSEE |
| --------------- | ---------------- | ---------- | --------- |
| Bénifontaine    | 275              | 62410      | 62107     |
| Hulluch         | 2 971            | 62410      | 62464     |
| Meurchin        | 3 632            | 62410      | 62573     |
| Vendin-le-Vieil | 6 798            | 62880      | 62842     |
| Wingles         | 8 691            | 62410      | 62895     |